# Kjøllefjord
Kjøllefjord (Samisch: Gilivuotna) is een plaats in de provincie Finnmark in het noorden van Noorwegen met ongeveer 800 inwoners. Het ligt op het schiereiland Nordkinn-Halvöya aan de gelijknamige fjord. Kjøllefjord is het administratieve centrum van de gemeente Lebesby.
Het plaatsje is een aankomstplaats van de Hurtigruten. In de buurt van Kjøllefjord ligt een rotsformatie, de Finnkirka, in de vorm van een kerk. In vroegere tijden was dit een offerplaats van de Saami.